# Miss Universo Trinidad y Tobago
Miss Universo Trinidad y Tobago es un concurso de belleza nacional en Trinidad y Tobago. Se encarga de seleccionar a la representante del país para el concurso Miss Universo.

## Ganadoras
: Declarada como ganadora
     : Terminó como finalista
     : Terminó como una de las semifinalistas o cuartofinalistas
     : Terminó como ganadora de premios especiales
| Año                           | Región                  | Miss Universo Trinidad y Tobago | Posición en Miss Universo | Premios especiales                     | Notas                                                                                                 |
| ----------------------------- | ----------------------- | ------------------------------- | ------------------------- | -------------------------------------- | --- |
| 2025                          | Diego Martín            | Sihlé Letren                    | Por competir              | Por competir                           | |
| 2024                          | Morvant                 | Jenelle Thongs                  | No clasificó              | - Miss Simpatía                        | |
| 2023                          | San Fernando            | Faith Gillezeau                 | No clasificó              |                                        | |
| 2022                          | Arouca                  | Tya Jané Ramey                  | Top 16                    |                                        | Dirección de Crowns and Sashes Academy T&T - Stephen Jones.                                           |
| No compitió entre 2018 y 2021 |                         |                                 |                           |                                        | |
| 2017                          | San Fernando            | Yvonne Clarke                   | No clasificó              |                                        | Dirección de Jenny Douglass.                                                                          |
| No compitió entre 2015 y 2016 |                         |                                 |                           |                                        | |
| 2014                          | Diego Martín            | Jevon King                      | No clasificó              |                                        | |
| 2013                          | Puerto España           | Catherine Miller                | No clasificó              | - Mejor Traje Nacional (1.ª finalista) | |
| 2012                          | San Juan-Laventille     | Avionne Mark                    | No clasificó              |                                        | Dirección de Dean Ackin.                                                                              |
| 2011                          | Puerto España           | Gabrielle Walcott               | No clasificó              | - Mejor Traje Nacional (5.ª finalista) | Dirección de Ian Lee.                                                                                 |
| 2010                          | Couva-Tabaquite-Talparo | La Toya Woods                   | No clasificó              |                                        | Dirección de Lia Marie Guavara (CNN TV6).                                                             |
| 2009                          | No compitió             | No compitió                     | No compitió               | No compitió                            | No compitió                                                                                           |
| 2008                          | Puerto España           | Anya Ayoung-Chee                | No clasificó              |                                        | Miss Trinidad and Tobago held by TallMan Foundation.                                                  |
| 2007                          | No compitió             | No compitió                     | No compitió               | No compitió                            | No compitió                                                                                           |
| 2006                          | Tunapuna-Piarco         | Kenisha Thom                    | Top 10                    |                                        | |
| 2005                          | Tunapuna-Piarco         | Magdalene Walcott               | Top 15                    |                                        | Designada después de que Miss Trinidad y Tobago 2004, Cherly Ankrah se retiró por motivos personales. |
| 2005                          | Puerto España           | Cheryl Ankrah                   | No compitió               | No compitió                            | Se retiró: no compitió tras ser acusada de no cumplir con sus deberes y tener sobrepeso.              |
| 2004                          | Puerto España           | Danielle Jones                  | Cuarta finalista          |                                        | |
| 2003                          | San Fernando            | Faye Alibocus                   | Top 10                    |                                        | |
| 2002                          | Princes Town            | Nasma Mohammed                  | No clasificó              |                                        | |
| 2001                          | Tunapuna-Piarco         | Alexia Charlerie                | No clasificó              |                                        | |
| 2000                          | Puerto España           | Heidi Ann Rostant               | No clasificó              |                                        | |
| 1999                          | Diego Martín            | Nicole Simone Dyer              | No clasificó              | - Mejor Traje Nacional                 | |
| 1998                          | Diego Martín            | Wendy Fitzwilliam               | Miss Universo 1998        | - Mejor Traje Nacional                 | |
| 1997                          | Tunapuna-Piarco         | Margot Rita Bourgeois           | Segunda finalista         |                                        | |
| 1996                          | Princes Town            | Michelle Khan                   | No clasificó              |                                        | |
| 1995                          | Puerto España           | Arlene Peterkin                 | Top 6                     |                                        | |
| 1994                          | Couva-Tabaquite-Talparo | Lorca Chelsea Gatcliffe         | No clasificó              |                                        | |
| 1993                          | Tobago                  | Rachel Charles                  | No clasificó              |                                        | |
| 1992                          | No compitió             | No compitió                     | No compitió               | No compitió                            | No compitió                                                                                           |
| 1991                          | San Juan-Laventille     | Josie Ann Richards              | No clasificó              |                                        | |
| 1990                          | Puerto España           | Maryse De Gourville             | No clasificó              |                                        | |
| 1989                          | Puerto España           | Guenevere Helen Kelshall        | No clasificó              |                                        | |
| 1988                          | Puerto España           | Cheryl Ann Gordon               | No clasificó              |                                        | |
| 1987                          | San Fernando            | Sheree Ann Denise Richards      | No clasificó              |                                        | |
| 1986                          | Puerto España           | Candace Jennings                | No clasificó              |                                        | |
| 1985                          | San Juan-Laventille     | Brenda Joy Fahey                | No clasificó              |                                        | |
| 1984                          | Puerto España           | Gina Maria Tardieu              | No clasificó              |                                        | |
| 1983                          | Tunapuna-Piarco         | Sandra William                  | No clasificó              |                                        | |
| 1982                          | Puerto España           | Suzanne Traboulay               | No clasificó              |                                        | |
| 1981                          | San Fernando            | Rohini Samaroo                  | No clasificó              |                                        | |
| 1980                          | Puerto España           | Althea Ingrid Rocke             | No clasificó              |                                        | |
| 1979                          | Puerto España           | Marie Noelle Diaz               | No clasificó              |                                        | |
| 1978                          | Puerto España           | Sophia Titus                    | No clasificó              | - Miss Simpatía                        | |
| 1977                          | Puerto España           | Janelle Commissiong             | Miss Universo 1977        | - Miss Fotogénica                      | |
| 1976                          | Couva-Tabaquite-Talparo | Margaret Elizabeth McFarlane    | No clasificó              | - Miss Simpatía                        | |
| 1975                          | Tunapuna-Piarco         | Christine Mary Jackson          | No clasificó              | - Miss Simpatía                        | |
| 1974                          | Puerto España           | Stephanie Lee Pack              | No clasificó              |                                        | |
| 1973                          | San Fernando            | Camella King                    | No clasificó              |                                        | |
| 1972                          | No compitió             | No compitió                     | No compitió               | No compitió                            | No compitió                                                                                           |
| 1971                          | San Fernando            | Sally Karamath                  | No clasificó              |                                        | |
| No compitió entre 1967 y 1970 |                         |                                 |                           |                                        | |
| 1966                          | Puerto España           | Kathleen Hares                  | No clasificó              |                                        | |
| 1965                          | No compitió             | No compitió                     | No compitió               | No compitió                            | No compitió                                                                                           |
| 1964                          | Puerto España           | Julia Merlene Laurence          | No clasificó              |                                        | |
| 1963                          | San Fernando            | Jean Stodart                    | No clasificó              |                                        | |